# Remigiusz z Rouen
Remigiusz, biskup Rouen lub Remediusz (zm. ok. 771) – nieślubny syn Karola Młota i jego konkubiny Ruodhaid, trzeci arcybiskup Rouen (753-762), święty katolicki.
Na stolicę arcybiskupią wstąpił w 753 roku, którą objął po Reginfrydzie.
W 760 towarzyszył swemu przyrodniemu bratu Pepinowi w jego włoskiej kampanii i uczestniczył w negocjacjach pomiędzy Dezyderiuszem królem Longobardów, a papieżem Pawłem I. W 765 brał udział w synodzie w Attigny.
Dla wprowadzenia chorałów gregoriańskich (zapoczątkowanego przez Chrodeganga) ściągnął z Rzymu Symeona, kierownika szkoły kantorów.
Jego wspomnienie liturgiczne w Kościele katolickim obchodzone jest 19 stycznia.